# Glottiphyllum nelii
Glottiphyllum nelii es una especie de planta suculenta perteneciente a la familia de las aizoáceas.  Es originaria de Sudáfrica.

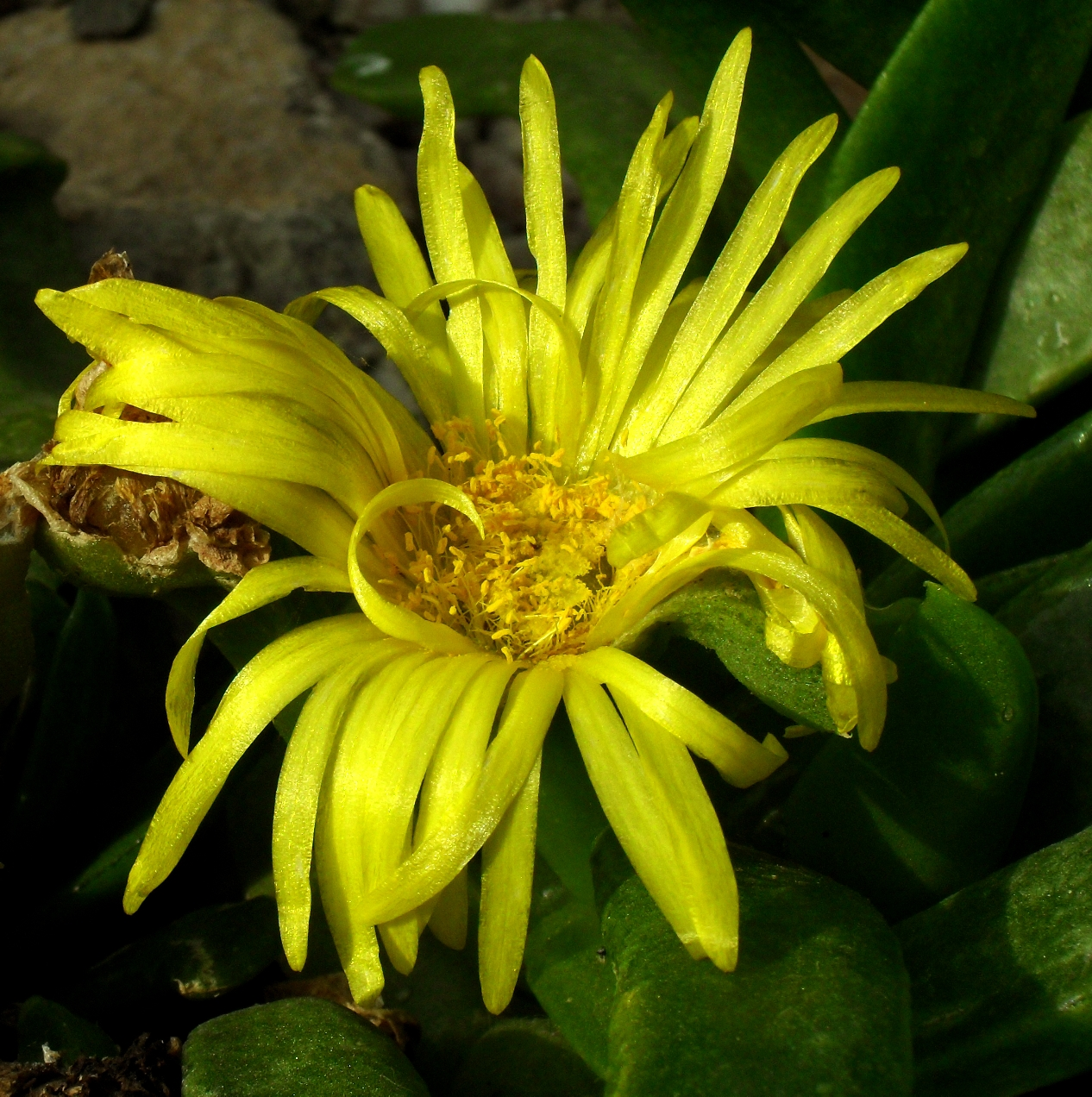
Detalle de la flor

## Descripción
Es una pequeña planta suculenta perennifolia de pequeño tamaño que alcanza los 6 cm de altura a una altitud de 780 - 1100  metros en Sudáfrica.

Las plantas tienen hojas gruesas y suaves, dispuestas en pares, postradas o rastreras. Tienen rizomas. Las flores son amarillas con pétalos estrechos, a veces perfumadas, de hasta 5 cm de diámetro.

## Taxonomía
Glottiphyllum nelii fue descrito por Martin Heinrich Gustav Schwantes y publicado en Möller's Deutsche Gärtn.-Zeitung 1928. xliii. 92. 1928.
Etimología
Glottiphyllum: nombre genérico que proviene del griego "γλωττίς" ( glotis = lengua) y "φύλλον" (phyllos =hoja ).
nelii: epíteto otorgado en honor del botánico sudafricano Gert Cornelius Nel.
Sinonimia
- Glottiphyllum pallens L.Bolus (1933)
- Glottiphyllum pygmaeum L.Bolus (1933)[2][3]